# Ildar Isangułow
Ildar Ildusowicz Isangułow (ros. Ильдар Ильдусович Исангулов, baszk. Илдар Илдус улы Иҫәнғолов; ur. 20 maja 1992 w Ufie) – rosyjski hokeista.

## Kariera
- Saławat Jułajew 2 Ufa (2008-2009)
- Tołpar Ufa (2009-2013)
- Saławat Jułajew Ufa (2011-2014)
- Toros Nieftiekamsk (2012-2013, 2014-2016)
- Buran Woroneż (2016)
- Sokoł Krasnojarsk (2016-2017)
- HK Riazań (2017/2018)

Wychowanek i zawodnik Saławata Jułajew Ufa. W międzyczasie grał w zespole juniorskim klubu, Tołparze Ufa, występującym w MHL w sezonie MHL (2012/2013) oraz w klubie farmerskim, Torosie Nieftiekamsk w sezonie WHL edycji 2012/2013. Od grudnia 2015 zawodnik Amuru Chabarowsk. Jednak nadal występował w Torosie. Od maja 2016 zawodnik Sokola. Od sierpnia 2017 zawodnik HK Riazań.

## Sukcesy
Reprezentacyjne
- Srebrny medal mistrzostw świata juniorów do lat 20: 2012

Klubowe
- Złoty medal WHL /  Puchar Bratina: 2013, 2015 z Torosem Nieftiekamsk
- Brązowy medal MHL: 2010, 2011 z Tołparem Ufa
- Srebrny medal mistrzostw Rosji: 2014 z Saławatem Jułajew Ufa